# Jabal Bura
Jabal Bura, en  árabe: جبل بُرع, y romanizado: Jabal Buraʽ,  es una montaña de granito situada en Bura, al este de Bajil, Yemen. La zona está siendo considerada para su inscripción en la lista de sitios de «valor universal excepcional» de la UNESCO.

## Patrimonio de la Humanidad
Este sitio fue añadido a la Lista Tentativa de UNESCO Patrimonio Mundial el 8 de julio de 2002, en la categoría mixta: cultural y natural.

## Descripción del sitio
El lado oeste de la montaña está cubierto de un tipo de vegetación tropical densa que dificulta el acceso. La cara este de la montaña está cubierta de numerosos caseríos y de terrazas de cultivo únicas que llegan hasta la cima. La población tiene sus costumbres especiales y se viste de manera diferente a la de otras personas de otras regiones. Bura sigue estando muy bien protegido. Sin embargo, actualmente se está ampliando y pavimentando una carretera en el lado este. En consecuencia, un mayor número de vehículos podría amenazar el equilibrio de la biodiversidad de la zona. Las comunidades de montaña aisladas de muchos medios de comunicación modernos conservan sus peculiaridades. El lado este de la montaña está tentativamente clasificado como «Patrimonio Cultural» por la UNESCO, mientras que el lado oeste está tentativamente clasificado en la categoría de «Patrimonio Natural». Cinco niveles ecológicos de vegetación muestran diferencias climáticas a lo largo de 2000 metros, con plátanos al pie de Jabal y  trigo duro en la parte superior. Esta ecología diversa permite el crecimiento de unas 30 especies de árboles y  40 de arbustos, 10 de animales vivos y salvajes, doce de reptiles, y de un número considerable, más de cincuenta, de aves endémicas y  30 migratorias. Existen varias amenazas a la biodiversidad: la falta de ingresos pone en peligro la capacidad de la población para proteger su medio ambiente y, por lo tanto, los habitantes talan árboles y arbustos para utilizarlos como leña. La construcción de la nueva carretera que atraviesa paisajes frágiles hasta la cumbre presionará el equilibrio ecológico y facilitará el acceso al bosque, contribuyendo a la deforestación y permitiendo al ganado pastar la tierra. La legislación reciente propone conservar la biodiversidad mediante el establecimiento de un consorcio con agricultores y propietarios de tierras. La legislación, aprobada por el Parlamento, tomará medidas para el desarrollo. Bura será declarada «área protegida» y se espera que toda la población reciba beneficios económicos: una carretera pavimentada, un centro de salud, dos escuelas, una mayor distribución de agua y electricidad, préstamos y capacitación apícola para turistas nacionales e internacionales. Esta biodiversidad está abierta a científicos de todas las disciplinas y al ecoturismo a nivel nacional e internacional.